# バトルフィールド3
『バトルフィールド 3』（Battlefield 3, 略称：BF3）は、日本で2011年11月2日（欧米では2011年10月25日）にエレクトロニック・アーツから発売された『バトルフィールドシリーズ』9作目にあたるFPSである。初週の売上が500万本。

## 概要
世界観は近代戦を舞台とした西暦2014年となっている。
アジア版は日本語と吹き替え込みの仕様。
キャンペーンは、『CoD:MW3』を意識しており、従来のシリーズよりも強化されている。
PC版でのプレイにEAのゲーム配信システムOriginの使用やマルチプレイ時のバトルログの使用が必須になった。
2011年11月、イランのIT情報誌に「この違法なゲームの販売は禁じます」との警告が掲載され、本作がイラン国内において発売禁止とされていることが明らかになった。本作にはイランを舞台としたアメリカ軍によるキャンペーンが含まれていることが理由と見られている。

## シングルプレイ
アメリカ海兵隊に所属するブラックバーン軍曹への尋問という形式でストーリーは展開する。
主にブラックバーン軍曹を操作することになるが、時おりアメリカ軍の戦闘機パイロットや戦車兵などを操作するステージもある。

### 登場人物
ヘンリー・ブラックバーン 英語版声優：ギデオン・エメリー（キャラクターモデルも担当）/吹き替え声優：黒田崇矢
多くのミッションでプレイヤーキャラクターとなる主人公の1人で、アメリカ海兵隊第1海兵師団第1偵察大隊に所属する軍曹。ニューヨーク州バッファロー出身。
最終ミッションの半月前に、敵役であるイランの過激派テロリスト「PLR（People's Liberation and Resistance）」制圧のためにイランへ侵攻、銀行を制圧した際に核爆弾を発見すると同時にPLRによる核爆弾を用いた核テロ計画を知る事となり、計画阻止のために奔走する。
カファロフを捕獲するために乗り込んだカファロフ邸で出会ったディマを逃がすために上官であるコールを射殺した事から、DHSに拘束され、CIAから尋問を受ける形で物語が進んで行く。
PLRとの初遭遇は、イラクのクルディスタン（スレイマニヤ）で交戦した時である。この際、地震に遭い部隊が壊滅したが、何とかPLRの包囲網から脱出した。
『バトルフィールド1』のキャンペーン「高き場所の友」に登場するクライド・ブラックバーンとは姓が同じであり、開発者の一人が何らかの関係があることを匂わせている。
『バトルフィールド2042』のBF3ポータルの米軍側のアナウンサーは原語版では彼になっており、自分がブラックバーンであると名乗る。ただし、日本語版は本作の吹き替えとは別人が担当している。
デビッド・モンテス 英語版声優：ローナン・サマーズ（キャラクターモデルも担当）
ブラックバーンの同僚かつチームメイト。軍曹。ニューヨーク出身。愛称は「デイブ」。
作戦中はブラックバーンと共に行動しており、ブラックバーンによるコール殺害の証人として連れ出されるも最終的にはブラックバーンに協力し、共に尋問場所から脱出し支援するも、タイムズスクエア前でソロモンを追い詰めた所で射殺される。
シニカルな性格であり、「アメリカはテロリストがテロリストのために建国したんだ」など、過激な発言をする事も（この際、カンポからは「よく海兵隊に入れたな」と言われており、「自分でも時々（なぜ入れたのか）不思議になる」と返答していた）。
スティーブ・カンポ 英語版声優：エリック・ローレン（キャラクターモデルも担当）
ブラックバーンの同僚かつチームメイト。軍曹。
4人の中ではリーダー格の人物。性格は冷静沈着で、アル=バシール捕獲の際にはスポッターを務めるなど、ブラックバーンを支援している。カファロフ邸へ向かう途中の山岳地帯で、ロシア空挺軍との交戦の末にSu-25 フロッグフットの銃撃に巻き込まれ、マコビックと共に死亡した。
クリスチャン・マコビック 英語版声優：ウィリアム・メレディス
ブラックバーンの同僚かつチームメイト。軍曹。他の海兵隊員がデザートMARPATの戦闘服を着用する中、彼だけはマルチカム迷彩を着用している。
マイペースな性格であり、カファロフ邸への移動中にも寝ていた。カンポ同様、Su-25の銃撃により死亡。
クイントン・コール 英語版声優：デヴィッド・ヘアウッド（キャラクターモデルも担当）
黒人。ブラックバーンらの上官で、ミスフィット隊のリーダー。
手柄を立てることに執心し、カファロフ邸へ向かう途中ロシア空挺軍と遭遇した際に、カンポらの具申にもかかわらずブラックバーンにロシア空挺軍との戦闘を命じ、結果カンポとマコビックを死なせてしまった。
カファロフ邸でディマを拘束しようとしたために、ディマの言葉を信じたブラックバーンの咄嗟の判断で射殺される。
階級は日本語版では誤訳で中尉となっているが、原語版ではCaptainで実際には大尉である。
彼は劇中で手柄を立てることに執着していたが、実際にアメリカ軍の将校は二回昇進を見送られると除隊となるという取り決めがある。
また、彼のフェイスモデルはマルチプレイのアメリカ軍突撃兵の顔に流用されている。
ジャック・チャッフィン 英語版声優：トニー・デンマン（キャラクターモデルも担当）
ブラックバーンと同じく海兵隊第1偵察大隊に所属。音信不通となったバイパー分隊の捜索に向かうが、途中狙撃手に狙撃されてしまい負傷。ブラックバーン達の援護を受けつつ、衛生班によって搬送される。
ジョナサン・ミラー
戦車ステージにおけるプレイヤーキャラクターで、第1海兵師団第1戦車大隊所属の軍曹。
M1エイブラムスを用いてPLR軍の掃討およびブラックバーンの支援・救出へ向かうが市街地で猛攻を受け走行不能になり、機銃での応戦も虚しく拉致され、見せしめのために処刑される。
息子にもらった恐竜（レックス）の玩具を眺めるクセがあった。
ジェニファー・コルビー・ホーキンス
プレイヤーキャラの1人で、女性中尉。アメリカ海軍空母「ジョージ・H・W・ブッシュ」所属のF/A-18F スーパーホーネット兵装システム士官（WSO）。TACネームは「WEDGE」（搭乗するF/A-18Fのキャノピー下にLT HAWKINS WEDGEと記載がある）。搭乗機のコールサインは「シャーク4-6」。
テヘランのメヘラーバード国際空港への空爆に参加、ゲーム中敵機迎撃および空港への空爆を行う。
なお、余談だが『BF4』のキャンペーンにも同姓のUH-1Y ヴェノムパイロットが登場する。このホーキンスとの関連性は不明。
ディミトリ・マヤコフスキー（通称：ディマ） 英語版声優：アンドレ・ソグリウゾ/吹き替え声優：間宮康弘 モデル：オレッグ・タクタロフ
プレイヤーキャラクターの1人。GRU所属のスパイで、ヴィンペル部隊所属のスペツナズ。ブラックバーンとはストーリー以前から何らかの面識があった模様。
GRUの特命によりウラジミール、キリルと共に、ブラックバーンら米軍よりも先にカファロフ邸を急襲、カファロフから核の在り処を聞き出し殺害した。その際にブラックバーンと偶然出会い、真実を打ち明けた後にパリへと向かい、ソロモンが持ち出した核を奪取するため、占拠されたユーロネクスト・パリへ突入、フランス警察の包囲の中で追跡し核を確保するも中身はダミーだったため、パリもろとも核爆発に巻き込まれてしまった。
奇跡的に生還したが、被爆の後遺症に苦しむ事となった。そんな中、国籍も立場も違うにもかかわらず自分の言い分を信じ、同じ信念の下行動してくれたブラックバーンのために、一連の事件の真相を立証する文面を記した。
続編である『BF4』でも容姿はかなり変わっているものの登場しており、理由は不明だが中国高地の政治犯収容所に収監されている。
ウラジミール・カマリフスキー 英語版声優：イリア・ヴォロック（キャラクターモデルも担当）
GRU所属のスパイ。3人の中ではリーダー格の人物。キリルからは「ヴラッド」の愛称で呼ばれている。戦争のカルマに苛まれ、独自の観念を持っている。
パリでの核爆発阻止作戦の際、テロリストによって撃ち込まれたロケットランチャーの弾頭が胸に刺さり死亡。
キリル 英語版声優：アンドリュー・バイロン（キャラクターモデルも担当）
ディマ、ウラジミールと共に行動するGRU所属のスパイ。スキンヘッドの人物で、自動車に乗る際は運転手を務める（運転はかなり荒い）。
パリでの核爆発阻止作戦の際、起動した核爆弾の爆発に巻き込まれ、被曝。KAFFAROVでのカファロフ捕縛ミッション後の行方は不明。
ファルーフ・アル=バシール 英語版声優：レイ・ハレーシャン（キャラクターモデルも担当）/吹き替え声優：土田大
PLRのリーダー。白い軍服姿で登場。
米海兵隊による夜間襲撃の際に車で逃亡するが、ブラックバーンの銃撃を受けて事故を起こし重傷を負う。この際にブラックバーンとカンポに確保されるも、傷が原因で収容されたヘリコプターの中で死亡した。
アミール・カファロフ 英語版声優：アンドレ・ヒューレス（キャラクターモデルも担当）
ロシア人の武器商人。
核爆弾および米軍の情報をPLRに横流ししていた張本人で、GRUや米軍からマークされる。イラン領内のアゼルバイジャンとの国境に近い場所の邸宅に居る所をディマらGRUに襲撃され、ヘリコプターで逃亡を図るもディマに阻止される。引き摺り下ろされた後全てを告白し命乞いするも、ディマに殺害された。
ソロモン 英語版声優：マーク・イヴァニール（キャラクターモデルも担当）
CIAの現地アンダーカバー。
その正体はPLRの幹部であり、今回の核テロ事件の張本人。.44マグナムを愛用している。目的のためなら手段を選ばず、アル=バシールやカファロフをも手玉に取った。パリでの核爆弾テロを成功させ、ニューヨークでテロを起こすため地下鉄車両を乗っ取るが、ブラックバーンに乗り込まれ、追い込まれた上に地下鉄車両が爆発。車で逃亡を試みるもブラックバーンとモンテスの必死の追跡でタイムズスクエア前で事故を起こす。満身創痍の中、モンテスを射殺し核爆弾を起動させようとしたが、ブラックバーンの必死の抵抗の末、落ちていたブロックで頭を殴打され死亡、計画は阻止された。

日本語版声優ではこの他に赤城進、青木強、浅利遼太、逢坂力、江川大輔、ふくまつ進弥、浜田賢二、堀江一眞、市来光弘、梯篤司、かぬか光明、風間勇刀、堂坂晃三、河本邦弘、宮林康、西健介、金光宣明、荻野晴朗、新垣樽助、そのだやすたか、高瀬右光、田中一永、坪井智浩、山本彩乃が演じている。

### キャンペーンに登場する兵器
戦車
- M1エイブラムス

THUNDER RUNおよびFEAR NO EVILでミラー軍曹らの乗るアメリカ海兵隊の戦車。マルチプレイでは砲弾の重力による落下があるが、シングルプレイではその落下がない。
- T-90A

OPERATION GUILLOTINEで登場するPLAの戦車。ブラックバーンの放ったジャベリンで破壊される。
- T-72

THUNDER RUNで登場する。ミラー軍曹らのM1エイブラムスと交戦する。
- 72Z式戦車

歩兵戦闘車
- LAV-25

OPERATION SWORDBREAKERで主人公達が最初に搭乗している歩兵戦闘車。また、ROCK AND HARD PLACEでも味方車両として登場する。マルチプレイではATGMランチャーが搭載されているが、こちらではATGMランチャーは搭載されていない。
- BMP-2M

ROCK AND HARD PLACEで登場するロシア軍の歩兵戦闘車。ブラックバーンがSMAWで破壊する。
自走砲
- BM-23

THUNDER RUNにてPLRの基地でロケットを発射している。
水陸両用装軌車
- AAV-7A1 アムトラック

THUNDER RUNでM1の左側を3両で前進している。
輸送車両
- ハンヴィー

アルスライマニーヤの大通りでIEDの爆発に巻き込まれ損傷。死傷者と残りの爆弾があったため、ブラックバーン達の部隊が対応する。
- グロウラーITV

ROCK AND HARD PLACEで武器商人の別荘へ向かう途中の森林で、ブラックバーン達が乗車していた車両。ロシア空挺軍の襲撃により破壊される。
- テクニカル

OPERATION SWORDBREAKERおよびNIGHT SHIFTおよびROCK AND A HARD PLACEにて登場する。武装はKord重機関銃1丁。
- LVS

輸送ヘリコプター
- UH-1Y ヴェノム

地震により壊滅した街から脱出する際に登場。UPRISINGの開始後、道路上に墜落している。
- KA-60 カサートカ

KAFFAROVで登場するヘリコプター。武器商人のカファロフが逃亡する際に使用。機内にはM134 ミニガンが搭載されている。
- ユーロコプター エキュレイユ

偵察ヘリコプター
- AH-6J リトルバード

OPERATION SWORDBREAKERにて、ブラックバーンが2発目の爆弾を解除した後の戦闘に登場、M134を敵部隊に掃射し、味方に薬莢の雨を降らせる。地震で倒壊したビルの瓦礫に巻き込まれてしまう。
攻撃ヘリコプター
- Mi-24 ハインド

輸送機
- MV-22 オスプレイ

UPRISINGで地震で壊滅したイラン・アルスライマニーヤからブラックバーンが脱出する際や、NIGHT SHIFTで海兵隊員を展開・撤収する際に登場する。
- An-22 アンティーイ

戦闘機
- F/A-18E/F スーパーホーネット

ホーキンス中尉らの乗る戦闘攻撃機。キャンペーンでのプレイヤーの乗る機種は複座型のF/A-18Fだが、マルチプレイでは単座型のF/A-18Eである。
- SU-35BM フランカー

GOING HUNTINGにてホーキンスらが操縦するF/A-18F（シャークチーム）と交戦する。
攻撃機
- A-10 サンダーボルトII

ホーキンス達によるメヘラーバード国際空港への対地任務の際、GAU-8 アベンジャーによる機銃掃射を行う。
- Su-25TM グラーチュ

ROCK AND HARD PLACEで登場するロシア空軍の対地攻撃機。ブラックバーン達の部隊に機銃掃射を行い、カンポとマコビックを殺害した。
爆撃機
- B-1B ランサー

海上兵器
- オリバー・ハザード・ペリー級ミサイルフリゲート
- アーレイ・バーク級ミサイル駆逐艦
- ヘンリー・J・カイザー級給油艦
- ロサンゼルス級原子力潜水艦
- LCAC-1級エア・クッション型揚陸艇
- ジョージ・H・W・ブッシュ
- エセックス

## 登場組織
アメリカ海兵隊/USMC（United States Marine Corps）
今作の主人公ブラックバーン達が所属するアメリカ軍の1組織。PLR掃討を目的としてイランへの軍事介入を行っている。
PLR/People's Liberation and Resistance
イランの過激派テロリスト集団。パリおよびニューヨークに対して核爆弾を使ったテロを行おうとする。
ロシア陸軍（Сухопутные войска）
ロシア連邦軍隷下の陸軍。ROCK AND HARD PLACEにてカファロフ捕縛を目的にイラン領内へ空挺部隊を投入している。
フランス国家警察 (Police nationale)
フランスの警察組織。パリの街中でPLRおよびディマらと交戦する。重装兵としてGIGNが登場する。
PMC (Private Military Contractors）
主にロシア系で構成されている傭兵達。カファロフの護衛およびHIT AND RUNに登場する私設保安チームが該当。
中央情報局/CIA（Central Intelligence Agency）
中央情報局長官によって統括される対外諜報活動を行うアメリカの情報機関の1つ。
今回はその中の1つ、国家安全保障局の人間がブラックバーンに対し尋問を行う。
ロシア連邦軍参謀本部情報総局/GRU（Главное разведывательное управление,英：Glavnoye Razvedyvatelnoye Upravleniye）
ディマらが所属する組織。核爆発阻止作戦を展開する。
US
マルチプレイでの陣営のひとつ。アメリカ軍を指す。
RU
マルチプレイでの陣営のひとつ。ロシア軍を指す。

## マルチプレイ
概要
PC版において、『BF2142』以来5年ぶりに最大64人同時対戦が復活した。コンシューマ版（Xbox 360版・PS3版）では、前作の『BFBC2』と同じく最大24人対戦となる。前作で導入された、ポイントを溜めて新装備をアンロックしていくシステムが大幅に拡充され、武器の種類やカスタムが豊富になった。しかし、前作まで存在した司令官システムはオミットされている。
マルチプレイでは世界各地を舞台にアメリカ軍とロシア軍の戦争を描いている。

### ゲームルール
コンクエスト（CQ）
バトルフィールドシリーズではお馴染みのルール。フィールド上の拠点を奪い合うモード。戦力ケージが無くなると敗北。戦力ケージに応じた「チケット」の残りがある限りは再出撃が可能。
ラッシュ（RUSH）
『攻撃陣営』と『防御陣営』の2つに別れ戦闘を行う。複数ある防衛目標（「M-COM」と呼ばれる端末）を全部破壊すれば『攻撃陣営』の勝利。『防御陣営』は『攻撃陣営』の戦力ケージを減らし、「チケット」をすべて無くせば勝利。
チームデスマッチ（TDM）
敵の殲滅が勝利条件。先に規定のキル数に達したチームが勝者となる。なお、このモードではマップが縮小された専用マップとなり、車両類は一切出現しない。
分隊デスマッチ（SQDM）
4人分隊4個で戦闘する縮小版TDM。IFVが一両出現し、確保された場合速やかに破壊しなければならない。
分隊ラッシュ（SQRUSH）
4人分隊2個で戦闘する縮小版RUSH。M-COMの配置が通常とは異なっている。

### 兵科
『BFBC2』からの主な変更点として、衛生兵が突撃兵に統合されて廃止となり、代わりに援護兵が新設された。
突撃兵（アサルト）
主武装はアサルトライフル。本作では医療キットや除細動器（プレイ初期はロックになっているガジェット。ただし、本作では前作と違い蘇生拒否も選択可能）を使用可能で、衛生兵の役割を兼ねることになる。医療キットはアンダーバレルグレネードランチャーやアンダーバレルショットガンと交換が可能。
工兵（エンジニア）
主武装はカービンライフル。ロケットランチャーや対戦車地雷などで相手のビークルを攻撃したり、リペアツールで味方のビークルを修理できる。新たに追加されたガジェットとして、遠隔操作でビークルの修理やラッシュモードにおけるM-COMへの爆弾設置/解除を行えるEODボット（爆発物処理用ロボット）が使用可能。
援護兵（サポート）
主武装はライトマシンガン。弾薬補給を行う弾薬箱や、アンロックでC4爆弾やクレイモア地雷などの設置系爆発物を扱える。アンロックにより迫撃砲も使用可能で、ミニマップの任意の地点を指定して支援砲撃を行える。
偵察兵（リーコン）
主武装はスナイパーライフル。敵兵を探知しマップに表示させるモーションセンサーや、所属する分隊のメンバーが利用できる復活ポイントを設置する無線ビーコンを使用できる。新たに遠隔操縦で飛行し、敵地を偵察できるMAV（無人偵察機）が追加された。

## プレミアム
一般会員に比べ、今後出るすべての拡張パックに2週間早くアクセスすることができる。また、プレミアム限定アイテムが手に入る他に、月に1度開催されるXP2イベント（XP：経験値が2倍になるボーナスイベント）にも参加可能であり、その他にも様々な特典が付く。2012年6月5日にPlayStation Networkにて先行配信され、2012年6月13日よりXbox LiveとOrigin（PC版）で配信。

### 限定コンテンツ
2週間先行アクセス権
限定ゲーム内ナイフ
限定ゲーム内ドッグタグ
専用兵士迷彩
専用武器迷彩
限定イベント
限定ムービー
戦略ガイド
サーバーキュー優先権

## 拡張パック
すべての拡張パックはPS3版が1週間先行して配信される。

### Back to Karkand
『BF2』の4つのマルチプレイヤーマップ「Strike at Karkand」「Wake Island」「Gulf of Oman」「Sharqi Peninsula」をリマスター収録。また、3種の新規車両・10種の『BF2』の武器・5つの新規ドッグタグ・5つの実績/トロフィーを収録。2011年12月7日にPlayStation Networkにて先行配信され、2011年12月13日よりXbox LiveとOrigin（PC版）で配信。初回限定版の場合、無償でダウンロード可能。
追加ゲームルール
コンクエスト・アサルト（CQA）
Back to Karkandマップ専用ルール。コンクエストをベースに1つのチームが拠点を全て占拠している状態で始まり、相手チームがチケットの減少を食い止めるために拠点を奪取するモード。なお、攻撃側のチケットが多めに設定されていたり、防御側には本拠地が存在しない上に「全拠点を制圧された上に分隊が存在しない」状態で全滅するとチケットが余っていても即ゲーム終了したりと、通常のコンクエストにはない設定・ルールも追加されている。

### Close Quarters
近接戦闘を舞台にした4つのマルチプレイヤーマップ「Ziba Tower」「Operation 925」「Donya Fortress」「Scrap Metal」を収録。さらに、HD破壊表現により、あらゆるものを破壊可能となっている。また、10種類の武器・5つの実績/トロフィーを収録。2012年6月20日にPlayStation Networkにて先行配信され、2012年6月27日よりXbox LiveとOriginで配信。なお、プレミアム会員の場合、2012年6月5日（PSN）・2012年6月13日（Xbox Live・Origin）に一般よりも早く配信され、無償でダウンロード可能。
追加ゲームルール
コンクエスト・ドミネーション（DOM）
Close Quartersマップ専用ルール。ルールはコンクエストと同じであるが拠点確保に要する時間が非常に短く、ゲームの展開が速いのが特徴。
ガンマスター（GM）
Close Quarters&After Mathマップ専用ルール。プレイヤーは最初にハンドガンのみを持ち、敵プレイヤーを倒していくことでよりグレードの高い武器に自動的に変わっていく。ハンドガンからSMG・ショットガンなどと続き、最終的にはナイフのみとなる。最も早くナイフに到達して規定数の敵を倒したプレイヤーが出現した時点でゲームは終了する。チーム戦であるが、スコア表示などは両チーム混合になっているため実質個人戦と言える。
TDMクローズクオーターズ（TDMC）
基本マップとClose Quartersマップ専用ルール。

### Armored Kill
2012年9月発売。
新マップ4枚・新車両5種・新アサイントメント5つ、・ゲームモード「タンク・シューペリオリティ」の追加。
バトルフィールド史上最大のマップを配信。大規模マップでの車両戦が特徴。
2012年9月19日にPlayStation Networkにて先行配信され、2012年9月26日よりXbox LiveとOriginで配信。なお、プレミアム会員の場合、2012年9月5日（PSN）・2012年9月12日（Xbox Live・Origin）に一般よりも早く配信され、無償でダウンロード可能。
追加ゲームルール
タンク・シューペリオリティ（TS）
Armored Kill専用ルール。戦車駆逐車と戦車のみで1つだけある旗「シューペリオリティ」を取り合う。

### Aftermath
2012年11月発売。
新マップ4枚・新車両3種・新ガジェット1種が追加された。
地震災害直後の中東地域のマップが配信され、マップ内で地震が発生したり、デフォルトでプレイヤーの外見が装備を失ったものになるなどの表現がなされている。
PlayStation Networkより先行配信がなされたが、日本語版の配信は東日本大震災への配慮からか海外版が11月27日だったのに対して、12月4日に変更された。
追加ゲームルール
スカベンジャー（SCV）
After Math専用ルール。マップ内にランダムに落ちている武器で交戦するコンクエスト・ドミネーションに似た内容であり、少しMAPが小さい。落ちている武器の種類はレベル1-3まで存在し、レベル1はPDWやSMG、レベル2はショットガンやクロスボウ、レベル3はアサルトライフルまたはカービンとなっている。

### End Game
2013年3月発売。
新マップ4枚・新車両3種・新ゲームモード「キャプチャー・ザ・フラッグ」「エアーシュペリオリティ」の追加。
本作における最後の拡張パックとなる。2013年3月21日にPlayStation Networkにて先行配信され、2013年3月27日よりXbox LiveとOriginで配信。プレミアム会員の場合、2013年3月6日（PSN）・2013年3月13日（Xbox Live・Origin）に一般よりも早く配信され、無償でダウンロード可能。
追加ゲームルール
キャプチャー・ザ・フラッグ（CTF）
End Game専用のゲームモード。自軍と敵軍の指定場所に配置されたフラッグを奪い合い、自軍の拠点までフラッグを回収するのが目的である。
エアーシューペリオリティ（AS）
End Game専用ゲームモード。戦闘機のみが使用可能なモードで、大規模な空戦が可能。飛行中脱出は不可能であり、レーダーの類は使い物にならなくなる。

## マップ

### 基本マップ
Caspian Border（カスピ海国境）
カスピ海の近くにあるトルクメニスタンとイランの国境地帯が舞台となる兵器戦メインのマップ。検問所・丘・ガソリンスタンドそして、巨大なアンテナを挟んでロシア軍の軍事基地とアメリカ軍の野戦基地が睨み合っている。また、マップのシンボルともいえる巨大なアンテナは終盤で倒壊するほか、マップ外では森が大火災を起こしている。
Damavand Peak（ダマーヴァンド山）
イランの霊峰ダマーヴァンド山に設置されたロシア軍基地群を山頂からアメリカ軍が強襲する。このマップの目玉として、ラッシュモードでは500メートルもの高さからベースジャンプを行うことになる。
Grand Bazaar（中央市場）
テヘラン中央部にあるグランドバザールでの市街戦メインとなるマップ。狭い裏路地では特に激しい戦闘が行われることになり、コンクエストでは裏取り等が頻繁に起き状況が変わりやすい。
Kharg Island（ハールク島）
ホルムズ海峡沖にあるイラン領ハールク島にある港湾地帯が舞台となる。空母から侵攻を始めるアメリカ軍に対し、島に駐留するロシア軍が対抗する。
Noshahr Canals（ノシャー運河）
イラン領ノシャーにある港湾ドックに対し、空母から進攻を始めるアメリカ軍と飛行基地を持つロシア軍がぶつかりあう。上陸地点や進攻方法がカギとなるマップである。
Seine Crossing（セーヌ川渡河）
パリ中央部を占領したロシア軍に対しセーヌ川を渡ってアメリカ軍が反抗を試みる。セーヌ川といくつかの橋を挟んでの市街戦が展開される。また、マップにはパリ観光の名物である遊覧船バトー・ムーシュが座礁している。
Tehran Highway（テヘラン・ハイウェイ）
ロシア軍が占領するイランの首都テヘランにアメリカ軍が雪崩れ込む。郊外からハイウェイに沿って中央部へと向かうこととなる。『BF3』では珍しい夜戦マップである。また、マップ外でも激しい空爆と対空迎撃が行われている。
Operation Firestorm（火炎の嵐作戦）
アーザーデガーン油田にある石油採掘施設を巡ってアメリカ軍とロシア軍が激しく衝突する兵器戦メインのマップである。マップタイトルは砂漠の嵐作戦にインスパイアされている。
Operation Métro（地下鉄作戦）
パリ市内にある地下鉄を巡ってロシア軍とアメリカ軍が衝突する歩兵戦マップである。ラッシュモードでは市内の中央公園に設置されたロシア軍レーダーサイトから空爆で崩落した地下鉄を経由しユーロネクストへと到ることになる。

### 追加マップ
Back To Karkand
Strike At Karkand（カルカンド侵攻）
クウェート市内の工業地帯攻略を巡って、近郊の市街地にて米露両軍の機甲部隊が衝突する。『BF2』『BF2142』にも登場。
Gulf of Oman（オマーン湾）
オマーン湾に面した港湾地帯にアメリカ海兵隊が強襲を試みる。広大な砂漠の中に開発中の市街地があり、コンクエストでは海岸側の砂浜と市街地とに分断される。『BF2』にも登場したマップである。
Wake Island（ウェーク島）
『BF1942』に登場した太平洋の小島マップ。細長く弧を描いたような地形をしており、島内の各所には第二次世界大戦時代の掩蔽壕のほかに新設された飛行場などが存在する。ラッシュやCQAではアメリカ海軍の空母がリスポーン地点として沖で航行している。
Sharqi Peninsula（シャルキー半島）
ペルシャ湾に面したカタールの港湾都市で、アメリカ軍が同市の制圧作戦を敢行する。ホテルやテレビ局などの建造物が立ち並び、市街戦が展開される。「Sharqi(شرقي)」は「東部」を意味する。作中では数少ない夕方のマップである。
Close Quarters
Ziba Tower（ツィーバ・タワー）
テヘラン中心部に位置する高層ビル内で両陣営が制圧を試みる。ビル内にはレストランやカフェのほかプールなどの娯楽設備が設えられている。全マップ中で最小の規模である。なお、マップタイトルの「Ziba(زیبا)」は、ペルシア語で「美しい」の意。
Operation 925（作戦925号）
テヘラン都心の商業ビルでの近接戦闘マップ。地下駐車場やエントランスなど3層から成っており、建設中の区域が随所に存在する。
Donya Fortress（ドンヤ要塞）
古代に建立された城塞が現代風に改装された宮殿のマップ。「Close Quarters」のプロモーション映像でも使用された。豪華な装飾のオフィスや厨房・ホール・中庭などの設備が存在する。
Scrapmetal
「鉄クズ」の名を冠するこのマップでは、テヘラン近郊の工場で戦闘が行われる。工場は主に2つの施設に分断されており、マップ中央の3本の連絡橋によって接続されている。なお、連絡橋下に線路が通っている。
Armored Kill
Armored Shield
『BFBC2』の「Heavy Metal」や『BFBC』の「Hervest Day」を彷彿とさせる広大な農村部が舞台。装甲車両が大量に配置されるマップであり、見渡しのきく平野での戦車戦が展開される。屋外マップでありながら唯一ガンシップを除く航空機が配置されないマップである。
Death Valley（死の谷）
鉄道を挟んで渓谷になっているマップ。「Tehran Highway」同様野戦マップであるが、植生は「Caspian Border」に近い。Tehran Highway同様夜間マップであり、夜間で唯一航空機の操縦が可能なマップである。
Bandar Desert（バンダー砂漠）
砂漠の中の街が舞台。市街地の中央を走る高速道路によって南北に二分されている。作中では数少ない夕方のマップ。
Alborz Mountain（アルボルズ山脈）
イランの高山地帯を巡る戦闘が米露両軍の間で勃発している。なお、アルボルズ山脈は「Damavand Peak」を最高峰として構成された山岳地帯であり、雪で覆われている。麓は凍った湖で構成されており、湖を歩行する事が可能。
Aftermath
Epicenter（震源）
大地震で崩壊したテヘラン市内で戦闘が展開される。災害直後のため戦闘車両はほとんど配置されず、ハンヴィーやヴォドニクを急場で改造したフェニックスやBARSUKが配置される。
Markaz Monolith
Epicenterに直結しているテヘランのマップ。周囲には低層の建造物が並ぶなか、中央には一際目立つ高層ビルが存在し、マップタイトルの由来にもなっている。
Talah Market（黄金市場）
イランのホッラムシャフル市内の商業地区が舞台となる。狭い路地や無造作に配置された露店が多く存在し、高低差のある戦闘が展開される。
Azadi Palace（アザディ宮殿）
テヘラン郊外に位置するイランの議事堂を含む地域で戦闘が展開されている。半壊した議事堂は2層からなり、広大な講堂内での戦闘が可能。
End Game
Kiasar Railroad（キアサール鉄道）
春のイラン北部の森林地帯が舞台。
Nebandan Flats（ナフバンダーン平野）
夏のイラン東部南ホラーサーン州内の砂漠地帯でロシア軍の秘匿軍事施設を米海兵隊が奇襲する。
Operation Riverside（河畔作戦）
秋のイラン北部の発電所を巡り、川を挟んだ米露両軍の交戦がなされる。特定の拠点を制圧すると空挺部隊とIFVを投下できるドロップシップが出現する。
Sabalan Pipeline（サヴァラーン・パイプライン）
冬のイラン北西部アルダビール州で雪に覆われたサヴァラーン山地の工業地帯を巡る戦闘が行われる。

## COOP
2名で行う協力プレイモード。6つのステージが用意されており、ステージをクリアしていく毎にステージがアンロックされていく（第1・第2、第4・第6ミッションは同時に出てくるが、両方クリアする必要がある）。このCOOPモードでは、パートナーが行動不能になると蘇生の必要があり、イージーで約60秒、ハードで約45秒経過しても蘇生できない場合はゲームオーバーとなる（即ち、自分自身が行動不能になった場合も同様。第5ステージのパリの川に落ちるなどして即死する場合もある。なお、ゲームオーバーになった場合はチェックポイントはなく最初からとなる）。なお、このCOOPのみでアンロックできる武器が7つ存在し、其プレイする事で貯まるポイントで解除されて行く（ゲームオーバーでもそれまで貯まったポイントは有効である）。
ハードモードでは、許容体力が減っているのは勿論の事、パートナーへのフレンドリーファイアー（味方への当たり判定）が存在するので注意が必要。

### ミッション
ミッションは、PLRによる欧州主要各都市へのテロを阻止すると言うストーリーである（プレイヤーはアメリカ軍の部隊と言う設定らしく、ボディアーマーの胸部にアメリカ国旗がつけられているが、フランス政府がフランス軍を投入せずにアメリカ軍の介入を依頼した経緯は不明である）。
OPERATION EXODUS
キャンペーン第1ステージの一部ステージを使用したステージ。捕虜を多数拘束していたアメリカ海兵隊の拠点が地震により防御に問題が生じたため、PLRに襲撃される前に撤退する事になるが、この撤退作戦を支援する事がプレイヤーの目的である。ハンヴィーを破壊され、防衛拠点に戦車・装甲車が侵入するとミッション失敗となる。
FIRE FROM THE SKY
キャンペーンを含めたミッションで唯一ヘリコプターによる操縦が可能なステージ。機密を知る将軍を護衛していた部隊が襲撃を受け将軍が人質となる。ミッションはこの将軍を救出するに当たって救出チームを護衛するというもの。プレイヤーは其々アメリカ海兵隊の戦闘ヘリ「AH-1Z ヴァイパー」のパイロット（後席）・ガンナー（前席）に分かれて（どっちになるかはランダムで決まる）搭乗し、敵部隊への攻撃を行う。途中、RPG兵のほか、自走式対空砲・BMP（BMP-2）が出現し、プレイヤーおよび救出部隊を攻撃してくる。墜落は勿論であるが、援護が間に合わず救出部隊に死傷者が出た場合はミッション失敗となる。
EXFILTRATION
COOPにおいて唯一ハンヴィーに搭乗するミッションであり、補給武器に一律IRスコープが付く。PLRの重要人物エル・ザキールの潜伏先へ突入し、ザキールを確保した後、グリーンゾーンへ護送するために広場までプレイヤーが襲撃者を迎撃する。
HIT AND RUN
ステージ6のユーロネクスト建物内の逆ルートを使用するミッション（一部当ミッションオリジナル）。エル・ザキールの供述により潜入したオフィスから私設保安チームの猛攻を掻い潜りながら脱出する。同時突入イベントがある他、ミッションの最後にCOOPで唯一車両を運転するパートがある（左側から乗ったプレイヤーが担当）。
DROP'EM LIKE LIQUID
パリでバス2台と大使館が占拠される同時多発人質事件が発生し、地元部隊と共同でプレイヤーが犯人グループを狙撃し、幹部アブ・ムハンマドを射殺するミッション。先述の通り、（序盤・終盤直前の交戦を除き）主に狙撃を行い制圧して行くミッション（夜間であるため、IRスコープ付きのMK11 Mod0を使用する）であり、COOPの中で特にチームワークが要求されるミッションである。特段発見されても問題はないが、突入部隊が制圧する前にバス（2台）・大使館の屋内に居る犯人を倒した場合（狙撃に失敗し犯人が人質のところまでたどり着いてしまう乃至はプレイヤーが直接危害を加える事で）・人質を殺害された場合・援護射撃が間に合わず部隊に死傷者が出た場合・ラストでアブ・ムハンマドの狙撃に失敗しヘリで脱出を許してしまった場合はミッション失敗となる。
THE ELEVENTH HOUR
COOPラストミッション。首謀者アブドゥル・ラマンによるパリに対する本攻撃により、パリメトロとユーロネクストパリが占拠され、爆弾を設置されてしまう（なお、同様のテロがロンドンで発生したとの記述がある）。プレイヤーはガスマスクを装着しメトロの駅のエレベーターから侵入、PLRのテロリストを制圧しながら地下鉄車両に仕掛けられた爆弾を解除し、出口までの敵を制圧しながら地上へ出た後に証券取引所へ突入し、アブドゥル・ラマンを殺害する。なお、このミッションでは爆弾の解除およびアブドゥル・ラマン殺害の際にボタン入力が必要である。1回でも入力を誤った場合はミッション失敗となる。また、爆弾解除の際にはプラットホーム中盤到達から60秒以内に解除しなければならず、コマンド入力含めて間に合わなかった場合は爆発しミッション失敗となる。なお、余談であるが、地上に出た際にPLRと警察部隊が交戦するシーンがあるが、この際の爆発により殉職する部隊はフランス国家憲兵隊のGIGNである（車両に"Gendarmerie"と表記がある）。